# Cormatin
Cormatin – miejscowość i gmina we Francji, w regionie Burgundia-Franche-Comté, w departamencie Saona i Loara.
Według danych na rok 1990 gminę zamieszkiwało 468 osób, a gęstość zaludnienia wynosiła 51 osób/km² (wśród 2044 gmin Burgundii Cormatin plasuje się na 482. miejscu pod względem liczby ludności, natomiast pod względem powierzchni na miejscu 979.).